# 발더스 게이트: 다크 얼라이언스
《발더스 게이트: 다크 얼라이언스》는 스노블라인드 스튜디오스가 개발하고 블랙 아일 스튜디오스가 배급한 2001년 핵 앤드 슬래시 액션 롤플레잉 게임이다.《발더스 게이트》 시리즈의 외전으로 플레이스테이션 2로 최초로 발매됐다. 이후 2002년 엑스박스 및 게임큐브으로 이식됐다. 2004년에 게임보이 어드밴스 이식판이 발매됐다.
《던전 & 드래곤》의 포가튼 렐름 캠페인 세팅을 사용하며 2000년에 출판된 〈던전 & 드래곤 서드 에디션〉의 규칙을 따른다.
2004년에 후속작 《발더스 게이트: 다크 얼라이언스 II》이 출시됐다. 2021년, 스퀘어 원 게임스가 개발한 현대 플랫폼 이식판이 플레이스테이션 4, 플레이스테이션 5, 닌텐도 스위치, 엑스박스 원, 엑스박스 시리즈 X/S, 마이크로소프트 윈도우, macOS 및 리눅스로 발매됐다.

## 반응
《발더스 게이트: 다크 얼라이언스》는 출시 당시 대체적으로 긍정적인 평가를 받았다.

## 참조

### 내용주
1. ↑  영어: Baldur's Gate: Dark Alliance